# إسقاط نجمي
الإسقاط النجمي أو الإسقاط الأثيري (بالإنجليزية: Astral Projection) هو تفسيرٌ افتراضيّ لحالَةِ الخروجِ من الجسد وذلك بافتراضِ أنّ هُناكَ هيئةٌ نجميّة تنفصل عن الجسد الفيزيائي قادِرة على السفر خارجه. ويُشير المصطلح إلى قدرة الشخص على ترك جسمِه والسفر عبر الجسم الأثيري لأي مكانٍ يريده. وفكرة الإسقاط النجمي موجودَة منذُ القِدم في العديد من الديانات حولَ العالم، وتُعتبر كذلك أحد أشكال الأحلام الجلية والتأمل.
يعتبر مصدر العلم عند مجربي الإسقاط النجمي هو الشخص ذاته، وذلك عن طريق اتصال العقل الذاتي بالعقل الكوني 
وقد شعرَ بعض المَرضى الذين يهلوسون والذين عرّضوا أنفُسهم للتنويم الإيحائي والمغناطيسي الذاتي شعروا بشعورٍ مشابهٍ لحالَة الإسقاط النجمي. وعلى الرُغم من وجودِ بعضِ الأشخاص الذين يدّعونَ أنهم قادرون على القيام بالإسقاط النجمي إلّا أنّه لا يوجَد دليلٌ علميّ على هذا، لذلك فهو يُصنّف ضمن العلوم الزائِفة. وقد بائت العديدُ من محاولات التحقّق من الظاهرة بالفشل.
في اختبار أجري سنة 1978 على شخص يُدعى إنجو سوان (اقرأ كتاب: طفرات علمية زائفة)، وكان يزعم أن لديه قدرات نفسية خارقة للطبيعة، حيث ادعى أنه سافر إلى كوكب المشتري وقام بتقديم تفاصيل دقيقة عن الكوكب لايعرفها العلماء. قدم إنجو 65 ملاحظة، بعضها علمي. و بعد أن حصلت مركبتي مارينر 10 و بيونير 10 على معلومات عن الكوكب، كانت مقارنة النتائج كالتالي:
- 11 معلومة صحيحة لكنها مذكورة في كتب علمية من قبل.
- 1 معلومة صحيحة لم تكن موجودة من قبل.
- 7 معلومات صحيحة لكنها معلومات بديهية.
- 5 معلومات كانت عبارة عن حقائق محتملة أو تخمينات علمية.
- 9 معلومات غامضة و غير قابلة للتحقق.
- 30 معلومة كانت كلها خاطئة تماما.
- 2 معلومة كانتا صحيحتين على الأرجح.

على أفضل تقدير، كانت نسبة المعلومات الصحيحة التي قدمها الرجل هي 37%، وهي نسبة غير مُقنعة بالتأكيد. وعلى نحو بسيط وتام، يُمكنك التحقق بنفسك من صحة هذا الإدعاء: ضع شيئا ما في مكان لايمكن للشخص الذي يدعي بالسفر عبر مايسميه جسده النجمي أن يصل إليه. ثم أخبره أن يسافر نجميا لهذا المكان ليتعرف على الشيء الذي قمت بوضعه هناك.

## فروع الإسقاط النجمي
هناك فروع عديدة للإسقاط النجمي أهمها:
- تجربة الخروج من الجسد (Out of Body Experiences)

وينقسم إلى (رحلة وعي داخلية) و(رحلة وعي خارجية)، وهو انجراف الوعي نحو بيئة ذبذبة كثيفة، إما خارج الجسد، أو عوالم أثيري.
- الأحلام الجلية (Lucid Dreaming)

وهي الإستيقاظ داخل الحلم، وإستقبال المظاهر الأثيرية له، ويمكن في حالة انخفاض (التحكم الأناني الذاتي) أن يغير الشخص من الحلم، كالطيران أو خلق أشياء.
- التخاطر (Telepathy)
- الرؤية عن بعد (Remote Viewing)

يعتبر الفرعان الأوليان من أكثر الطرق ممارسة بين المهتمين بهذا الموضوع.
قد تطول أو تقصر المدة التي يقضيها الشخص في تعلم تقنيات الاسترخاء والتركيز وذلك حسب قدرات الشخص.
أغلب الممارسين يقومون بذلك للمتعة ولكن هناك فئة أخرى تقوم بعلاج المشاكل النفسية وحتى علاج الأمراض عن طريق ممارسة الخروج من الجسد أو الأحلام الواضحة